# Mark Womack
Mark Edward Womack (Liverpool, 9 de enero de 1961) es un actor inglés, conocido por haber interpretado a Mark Callaghan en la serie Liverpool 1.

## Biografía
Mark es hijo de Tom Womack y Frances Dean-Womack. Estudió en la prestigiosa escuela  Royal Academy of Dramatic Art RADA.
En 1995 se casó con Mary Therese McGoldrick, la pareja ltuvo su primer hijo, Michael Christian Womack en 1995 y se divorciaron en 1997 luego de que Mark decidiera dejara a su esposa para estar con la actriz Samantha Janus-Womack con quien mantenía una aventura mientras ambos estaban casados. 
En 1998, Samantha y Mark comenzaron a salir y más tarde el 17 de mayo de 2009 se casaron, en febrero del 2001 nació su primer hijo, Benjamin Thomas Womack. En abril del 2005 el segundo, Lily-Rose Wimack.
Mark es buen amigo del actor Scott Maslen.

## Filmografía

### Series de televisión
| Año        | Título                         | Personaje           | Notas                                      |
| ---------- | ------------------------------ | ------------------- | ------------------------------------------ |
| 2015       | Vera                           | Billy Reeves        | episodio "Muddy Waters"                    |
| 2014       | Babylon                        | Hopwood             | 4 episodios - miniserie                    |
| 2013       | Silent Witness                 | Tom Hancock         | 2 episodios                                |
| 2012       | Good Cop                       | Det. Insp. Costello | 4 episodios                                |
| 2011       | The Runaway                    | Eamonn Doherty      | 5 episodios                                |
| 2009       | Moving On                      | Les                 | episodio "Bully"                           |
| 2007       | New Tricks                     | Ray Monkton         | episodio "Casualty"                        |
| 2006       | Strictly Confidential          | Phil                | episodio # 1.4                             |
| 2006       | Sorted                         | Jack                | 6 episodios                                |
| 2006       | The Inspector Lynley Mysteries | Michael Wren        | episodio "In the Blink of an Eye"          |
| 2006       | New Street Law                 | Michael Richards    | episodio # 1.3                             |
| 2005       | Murphy's Law                   | David Callard       | 6 episodios                                |
| 2005       | Casualty                       | Andy Stedding       | episodio "The Cost of Honesty"             |
| 2004       | Outlaws                        | Dave Henderson      | episodio "The Decline of English Murder"   |
| 2002, 2003 | Judge John Deed                | Andy Powell         | 2 episodios                                |
| 2003       | Mersey Beat                    | DI Pete Hammond     | episodio "Warrior Moon"                    |
| 2003       | Clocking Off                   | Lewis Givens        | episodio # 4.4                             |
| 2003       | Buried                         | Ronnie Keach        | episodio # 1.6                             |
| 2002       | Nice Guy Eddie                 | Vinny               | episodio # 1.5                             |
| 2002       | Rockface                       | Harry Clarke        | episodio # 1.3                             |
| 2002       | Murder in Mind                 | Stephen Croft       | episodio "Passion"                         |
| 2000       | Playing the Field              | Jason Pratt         | 3 episodios                                |
| 1998       | Liverpool 1                    | DC Mark Callaghan   | 6 episodios                                |
| 1997       | Wing and a Prayer              | Chris Merchant      | 5 episodios                                |
| 1997       | Heartbeat                      | Keith Megson        | episodio "Bad Apple"                       |
| 1997       | Pie in the Sky                 | Jim Cutler          | episodio "Return Match"                    |
| 1997       | The Vanishing Man              | Joe Cameron         | -                                          |
| 1996       | The Bill                       | Martin Gilmore      | episodio "A Woman's Place"                 |
| 1996       | Wycliffe                       | Adam Nankivell      | episodio "Slave of Duty"                   |
| 1996       | Bodyguards                     | Detective Glynn     | episodio "Bodyguards"                      |
| 1995       | Hearts and Minds               | Archie              | -                                          |
| 1993       | Crime Story                    | Graham Young        | episodio "Terrible Coldness: Graham Young" |
| 1993       | Scene                          | Danny               | episodio "Terrances"                       |
| 1988       | Piece of Cake                  | Moke Miller         | 3 episodios                                |

### Películas
| Año  | Título                | Personaje         | Notas                                                                       |
| ---- | --------------------- | ----------------- | --------------------------------------------------------------------------- |
| 2012 | uwantme2killhim?      | Papá de Mark      | junto a Jamie Blackley, Toby Regbo & Joanne Froggatt                        |
| 2011 | Kelly + Victor        | Frank             | junto a Antonia Campbell-Hughes & Julian Morris                             |
| 2011 | Subculture            | El Colector       | corto - junto a Tuppence Middleton                                          |
| 2011 | I Against I           | Joseph Carmichael | junto a Kenny Doughty & Ingvar Eggert Sigurðsson                            |
| 2010 | Route Irish           | Fergus            | junto a Andrea Lowe, Trevor Williams, Talib Rasool & Stephen Lord           |
| 2007 | Empathy               | DI Will Benson    | junto a Stephen Moyer & Nick Bartlett                                       |
| 2004 | Judas                 | Peter             | junto a Johnathon Schaech, Jonathan Scarfe & Tim Matheson                   |
| 2001 | The Bombmaker         | Martin Hayes      | junto a Dervla Kirwan, Samantha Bond, Keith Duffy, David Hunt & Marc Warren |
| 2000 | Blind Ambition        | Clive Rouse       | junto a Robson Green e Imogen Stubbs                                        |
| 1997 | Under the Skin        | Frank             | junto a Samantha Morton & Stuart Townsend                                   |
| 1996 | Hillsborough          | Eddie Spearritt   | junto a Christopher Eccleston & Scot Williams                               |
| 1996 | Letters from the East | Rein              | junto a Ewa Fröling                                                         |
| 1996 | The Vanishing Man     | Joe Cameron       | junto a Neil Morrissey, Shaun Prendergast & Lucy Akhurst                    |
| 1993 | A Question of Guilt   | Ryan              | junto a Derrick O'Connor                                                    |
| 1990 | Dancin' Thru the Dark | Eddie Ainsworth   | junto a Ben Murphy                                                          |